# Schergenamt Fridolfing
Das Schergenamt Fridolfing war ein Schergenamt in Fridolfing, heute eine Gemeinde im oberbayerischen Landkreis Traunstein, das vermutlich im 14. Jahrhundert geschaffen wurde. 
Das Schergenamt des Erzstiftes Salzburg unterstand zunächst dem Pfleggericht Lebenau und kam nach dessen Auflösung im Jahr 1608 zum Pfleggericht Tittmoning.
Das Schergenamt Fridolfing blieb bis zur Auflösung der fürsterzbischöflichen Landesherrschaft im Jahr 1803 im Rahmen der Säkularisation bestehen. Fridolfing kam  wie der gesamte Rupertiwinkel 1810 zum Königreich Bayern und wurde 1818 eine politische Gemeinde.